# Malczyce
Malczyce (Duits: Maltsch) is een dorp in de Poolse woiwodschap Neder-Silezië. De plaats maakt deel uit van de gemeente Malczyce en telt 3100 inwoners.

## Verkeer en vervoer
- Station Malczyce